# The Hidden Cameras

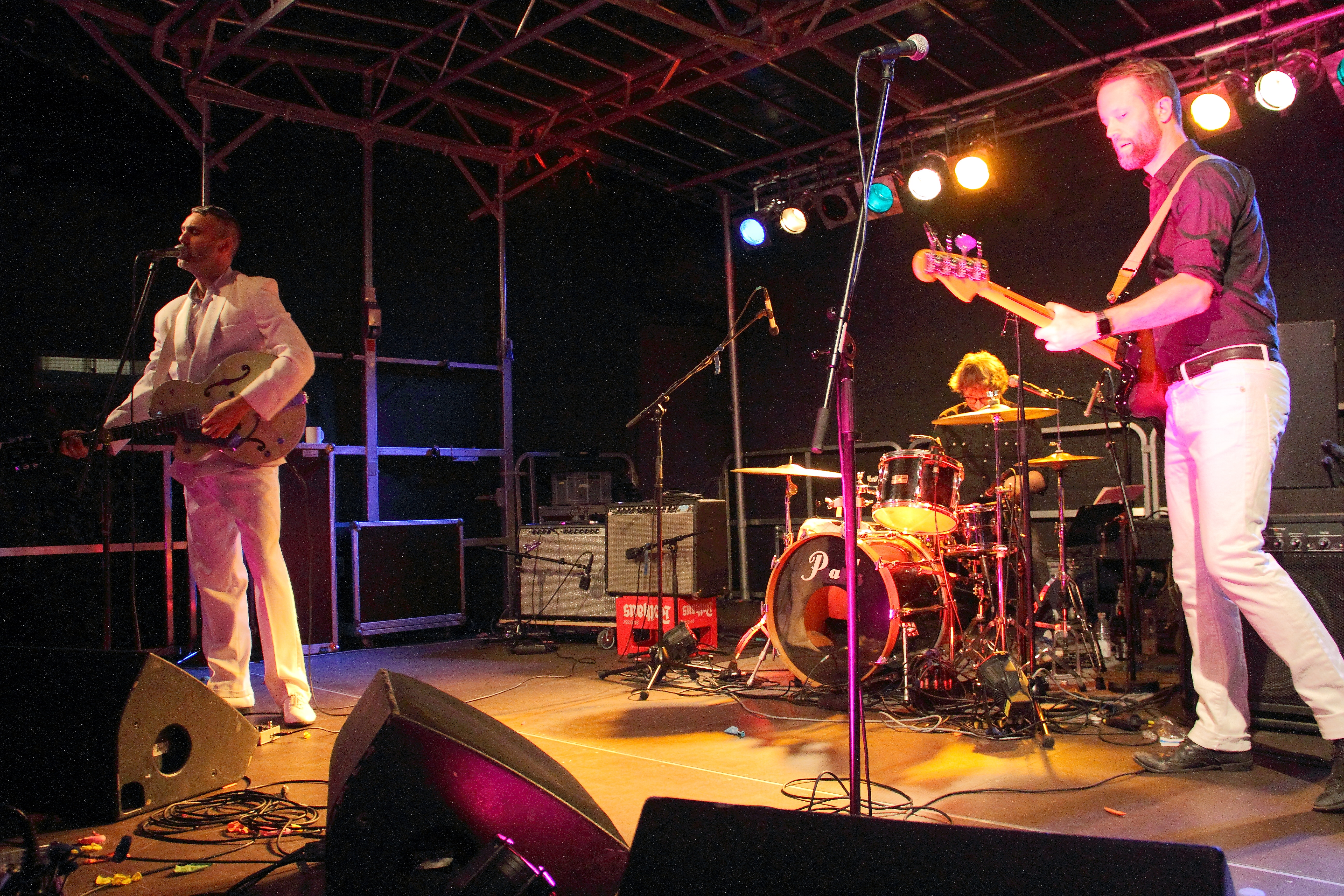
Die Hidden Cameras in der Manufaktur Schorndorf 2018

The Hidden Cameras sind eine kanadische Queercore-/Pop-Band aus Toronto. Sie sind ein loses Kollektiv von zum Teil fast 20 Musikern um den Sänger, Gitarristen und Songwriter Joel Gibb. 

## Musik und Texte
Die Musik der Band kann man als Indie-Pop mit verschiedenen stilistischen Einflüssen beschreiben. Tiefemotionale Balladen wechseln sich mit druckvollen, euphorischen Stücken ab. Die von Gibb verfassten Texte setzen sich zum Teil sehr drastisch mit verschiedenen Aspekten seiner homosexuellen Lebenswelt auseinander, von Sex bis Politik.

## Label
Die Alben der Hidden Cameras erschienen auf verschiedenen Independent-Labeln. Sie waren die erste kanadische Band, die von Rough Trade Records unter Vertrag genommen wurde. Aktuell sind sie bei dem kanadischen Label Arts & Crafts unter Vertrag.

## Band

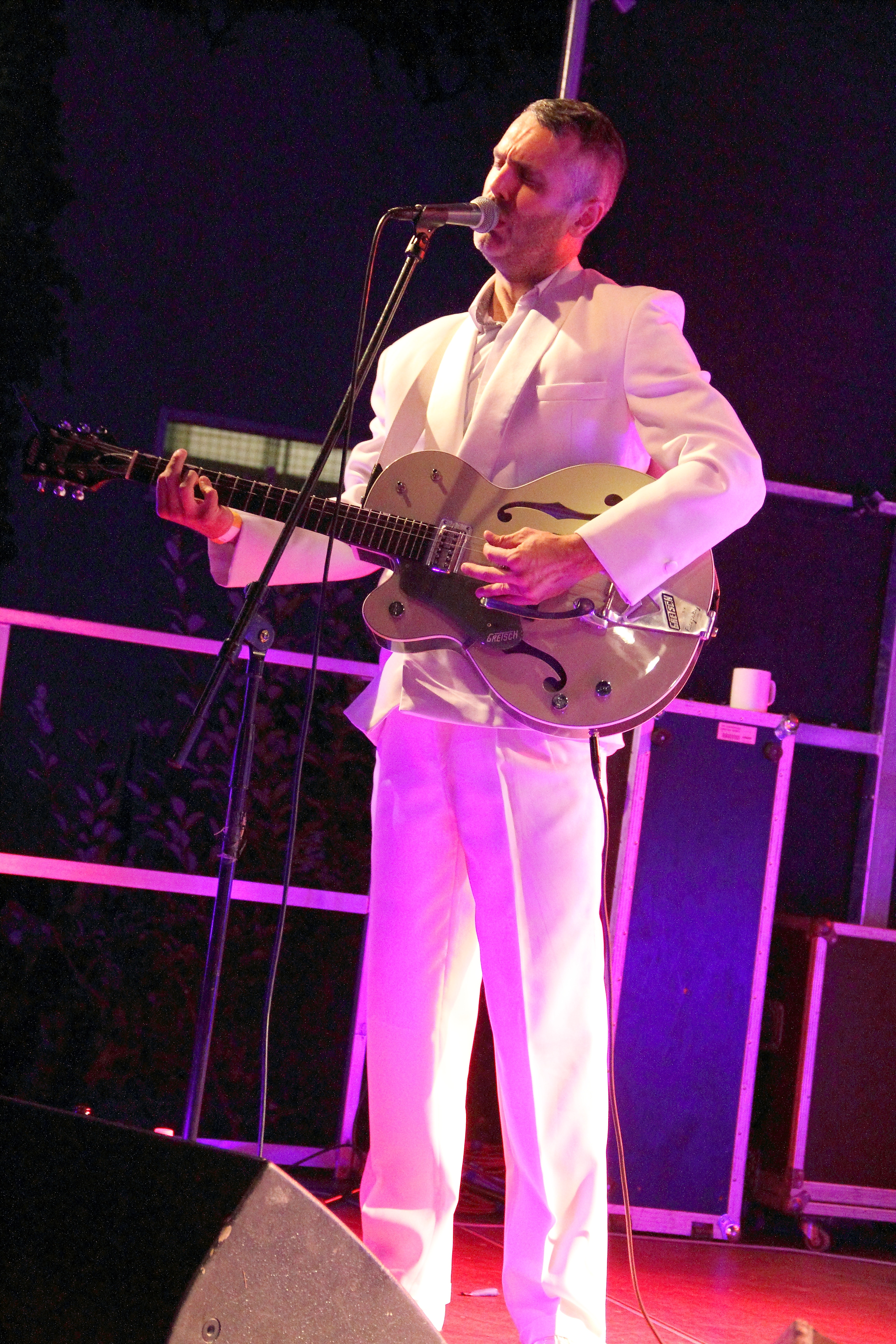
Joel Gibb 2018

Der Aufbau der Band ist unterschiedlich. Bei einem Konzert sind The Hidden Cameras zu siebt, beim nächsten zu siebzehnt. Dazu kommen oft noch weibliche und männliche strippende Gogo-Tänzer, die das Publikum zum Mitsingen animieren. Sie sollen laut Joel Gibb „die Hemmungen wegtanzen, die sonst auf Indie-Konzerten herrschen, auf denen die Leute immer nur herumstehen, Zigaretten rauchen und über die paar Leute lästern, die versuchen zu tanzen.“ Zuweilen tritt Gibb mit seinen Stücken auch solo auf. Vor allem durch die Live-Auftritte wurde die Band zunächst in Kanada, insbesondere in und um Toronto, sehr populär.
Joel Gibb selbst bezeichnete ihre Musik einmal als „Gay Church Folk Musik“.

## Trivia
- Joel Gibb lebt in Toronto und zeitweise in Berlin.
- The Hidden Cameras spielten am 15. August 2007 auf Wunsch von Mehmet Scholl bei seinem Abschiedsspiel vom FC Bayern in der Allianz-Arena und danach auf der Abschiedsfeier in der Münchener Reithalle. Mit maskierten, halb nackten Gogotänzern und expliziten Songs über schwule Sexvarianten schockierte das Queerpopkollektiv homophobe Fußballfans und die Chefetage des FC Bayern München. Die Tour im Frühsommer 2008 fand dann unter dem Namen „Hidden Cameras und der Münchener Fußballchor“ statt.

## Diskografie

### Alben

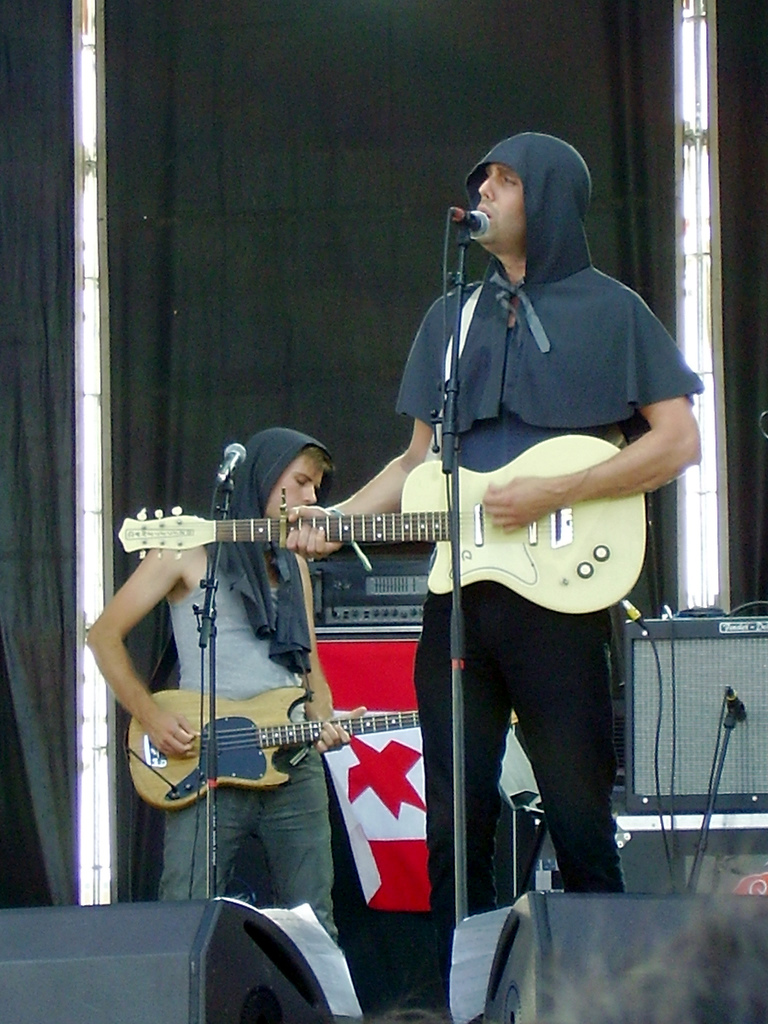
The Hidden Cameras 2007

- Ecce Homo (2001)
- The Smell of Our Own (2003)
- Mississauga Goddam (2004)
- Awoo (2006)
- Origin:Orphan (2009)
- AGE (2014)
- Home on Native Land (2016)

### EPs
- The Hidden Cameras Play the CBC Sessions (2003)
- The arms of his 'ill'  (2004)
- Learning the Lie (2005)

### Singles
- Ban Marriage (2003)
- A Miracle (2003)
- I Believe In the Good Of Life (2004)
- Learning the Lie (2005)
- Awoo (2006)
- Death Of A Tune (2006)
- In The NA (2009)
- Gay Goth Scene (2013)